# Tedia
Genre
Tedia est un genre d'araignées aranéomorphes de la famille des Dysderidae.

## Distribution
Les espèces de ce genre se rencontrent en Syrie et en Israël.

## Liste des espèces
Selon World Spider Catalog (version 16.0, 2014) :
- Tedia abdominalis Deeleman-Reinhold, 1988
- Tedia oxygnatha Simon, 1882

## Publication originale
- Simon, 1882 : Études Arachnologiques. 13e Mémoire. XX. Descriptions d'espèces et de genres nouveaux de la famille des Dysderidae. Annales de la Société Entomologique de France, sér. 6, vol. 2, p. 201-240 (texte intégral).